# Franklin Peale
Pour les articles homonymes, voir Peale.
Benjamin Franklin Peale, né Aldrovand Peale le 15 octobre 1795 à Philadelphie et mort dans cette même ville le 5 mai 1870, est un fonctionnaire américain.
Il travaille à la Monnaie de Philadelphie de 1833 à 1854.
Il est le fils du peintre Charles Willson Peale.